# Maissemy
Maissemy ist eine französische Gemeinde mit 233 Einwohnern (Stand: 1. Januar 2022) im Département Aisne in der Region Hauts-de-France; sie gehört zum Arrondissement Saint-Quentin und zum Kanton Saint-Quentin-1. 

## Geografie
Die Gemeinde Maissemy liegt etwa neun Kilometer westnordwestlich von Saint-Quentin am Omignon. Nachbargemeinden von Maissemy sind Le Verguier im Norden, Pontru im Nordosten und Osten, Gricourt im Osten und Südosten, Holnon im Süden, Vermand im Südwesten und Westen sowie Vendelles im Nordwesten.

## Bevölkerungsentwicklung
| Jahr                       | 1962 | 1968 | 1975 | 1982 | 1990 | 1999 | 2006 | 2015 | 2022 |
| Einwohner                  | 212  | 213  | 203  | 174  | 157  | 194  | 234  | 245  | 233  |
| Quellen: Cassini und INSEE |      |      |      |      |      |      |      |      |      |

## Sehenswürdigkeiten

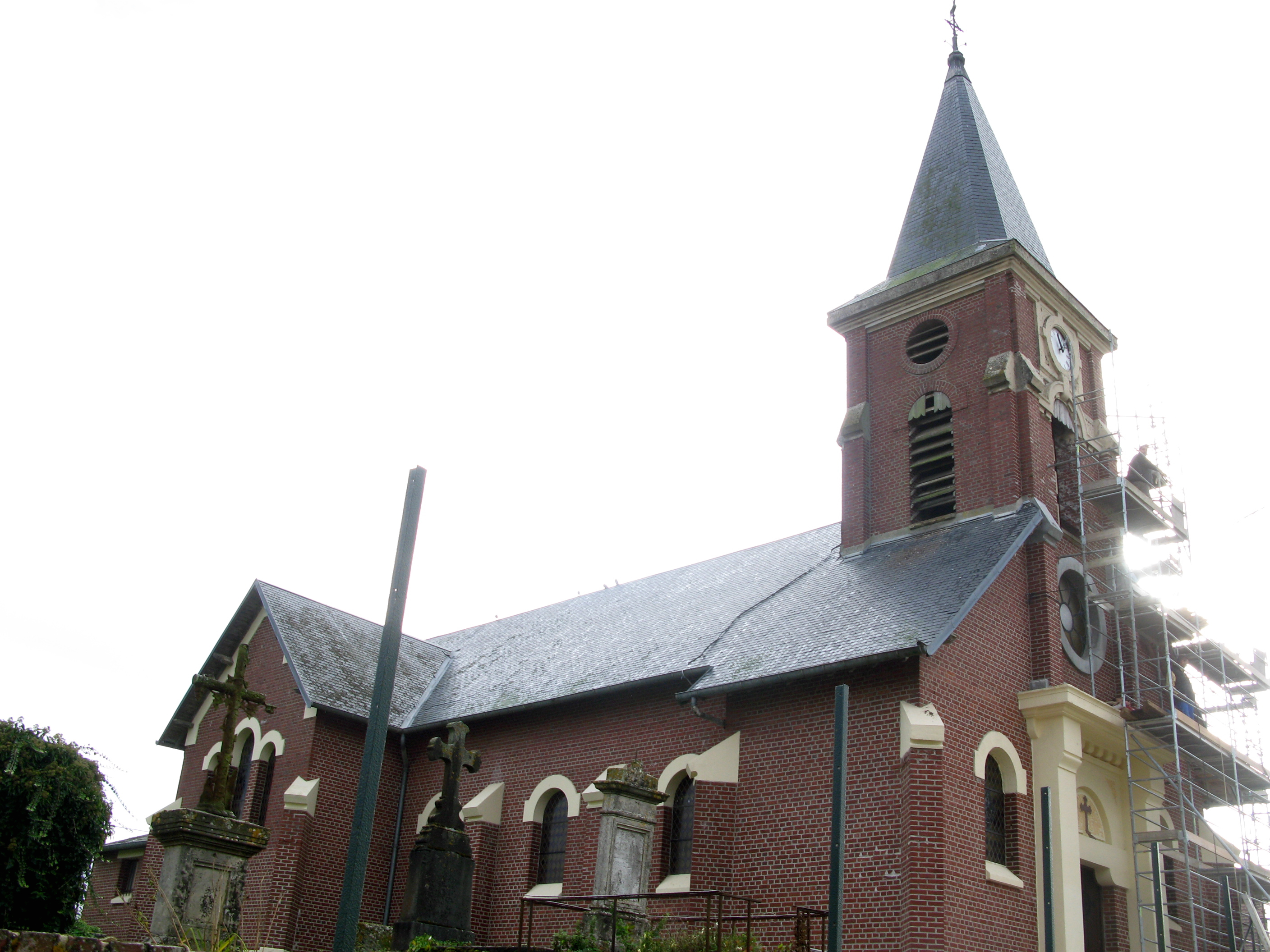
Kirche Saint-Pierre
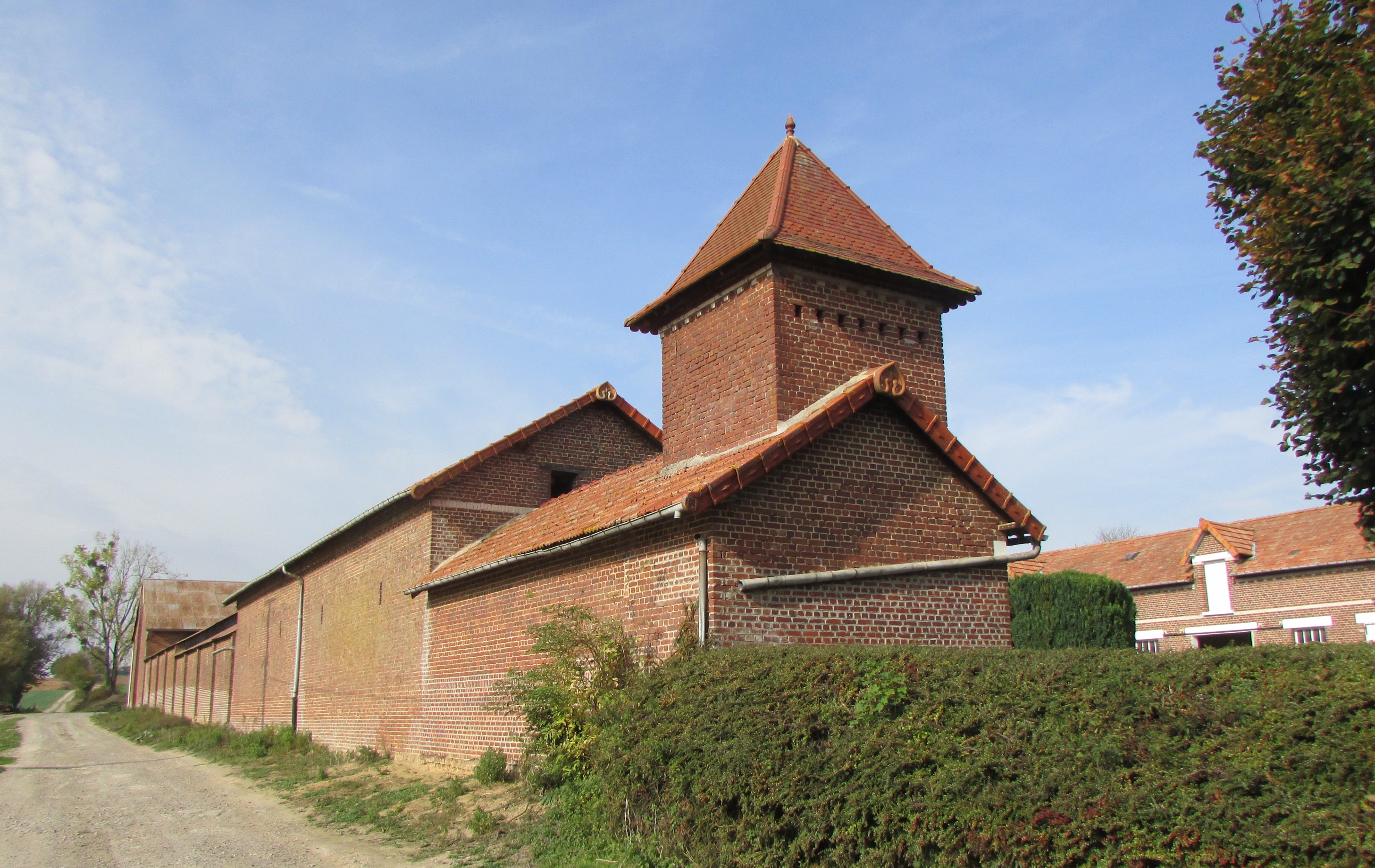
Taubenturm
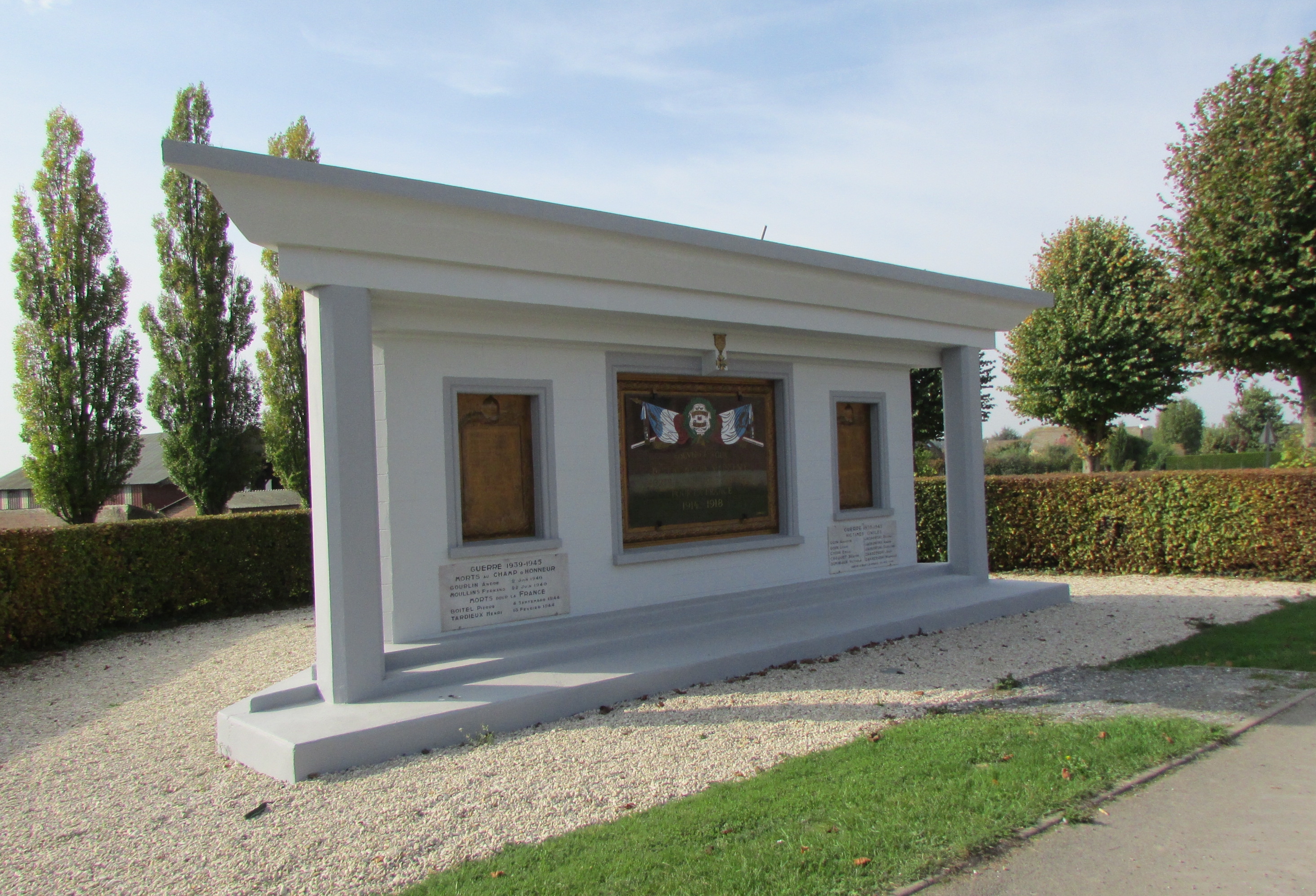
Gefallenendenkmal

- Schloss VadanVadancourt 1-2-2.jpgcourt (19. Jahrhundert)
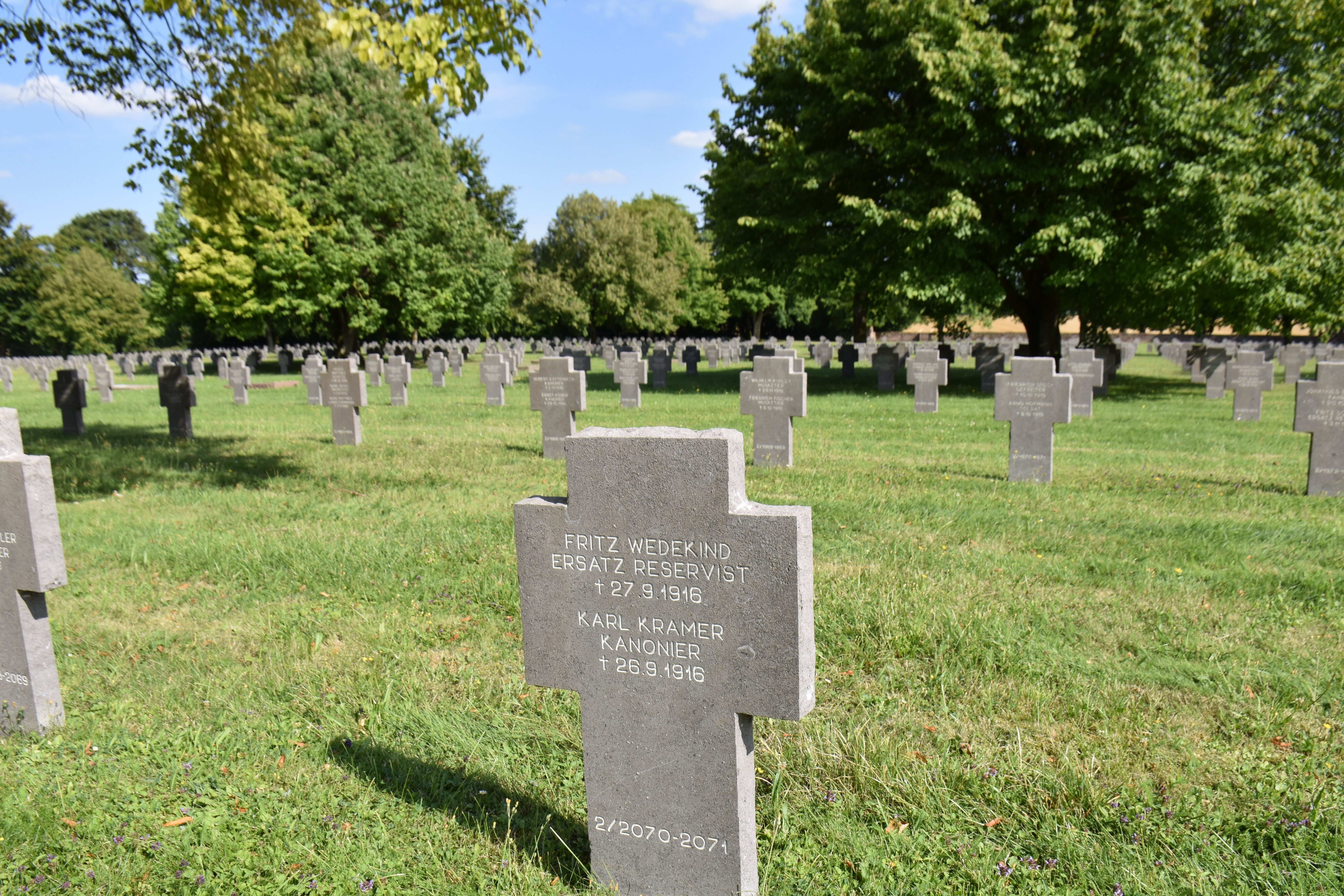
Deutscher Soldatenfriedhof
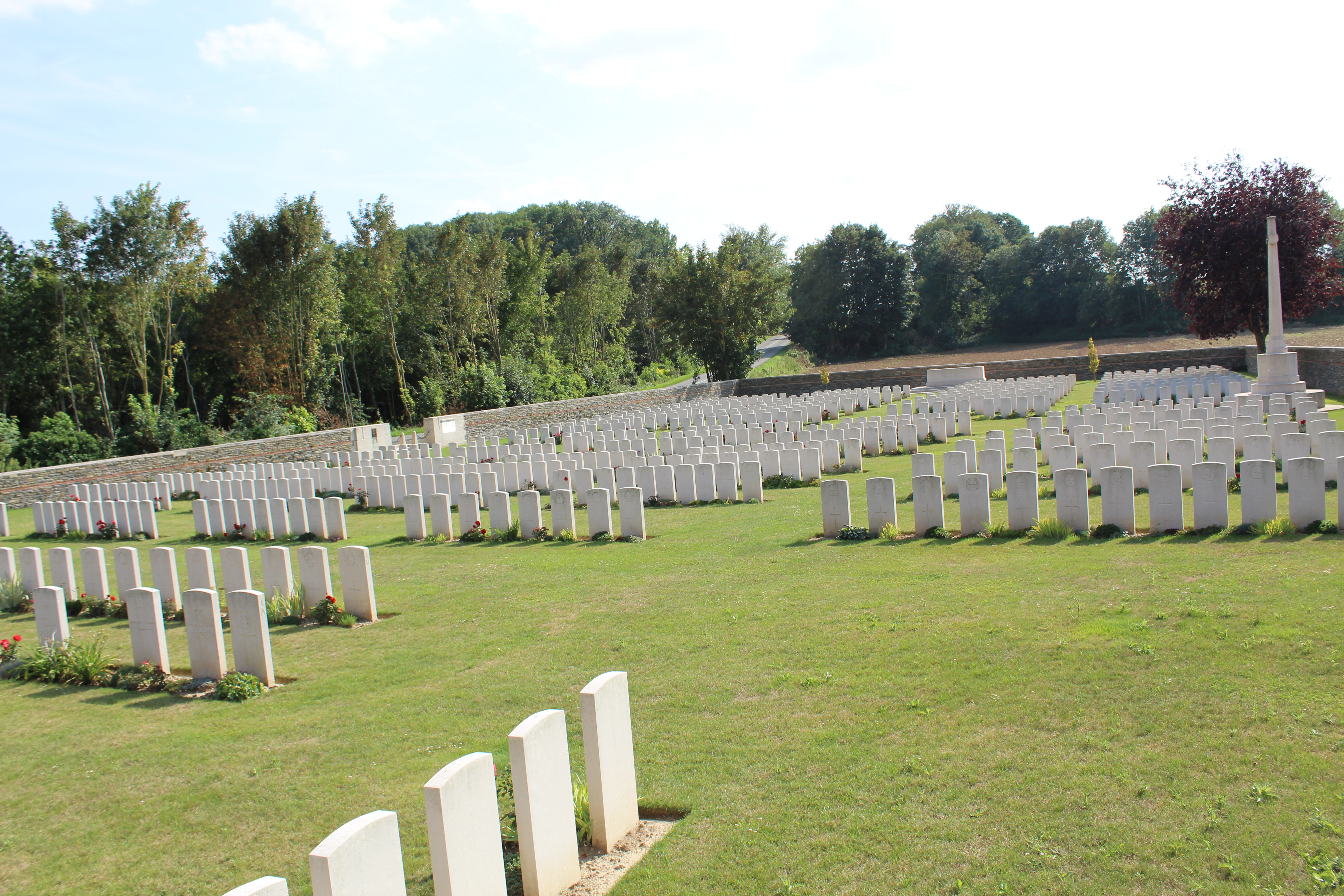
Britischer Militärfriedhof

- Kirche Saint-Pierre
- Taubenturm
- Gefallenendenkmal
- Deutscher Soldatenfriedhof
- Britischer Soldatenfriedhof